# Barnardia
Barnardia é um género com 9 espécies de plantas com flores pertencente à família Asparagaceae. É originário da África e Ásia.

## Espécies
- Barnardia japonica (Thunb.) Schult. & Schult.f.
- Barnardia numidica (Poir.) Speta